# Àlex Blanquer
Alexandra Blanquer Boluda, coneguda com a Àlex Blanquer (Xeraco, 1992) és una reportera i presentadora de televisió valenciana, una de les cares més conegudes d'À Punt.
Graduada en Periodisme per la Universitat Miguel Hernández d'Elx, apareix a la pantalla de la televisió el 2018 al programa À Punt Directe com a reportera de connexions directes. El novembre de 2020 passa a copresentar amb Manu Lajarín el programa Cara o creu, un programa de viatges pel País Valencià que la cadena pública valenciana situà en horari de màxima audiència. Àlex Blanquer es consolida a la televisió amb el talent show d'À Punt Duel de veus.
Durant l'estiu de 2024 fa de copresentadora junt al conegut meteoròleg Mario Picazo al magazín de vesprada Tiempo al Tiempo que emet la cadena de televisió privada Cuatro, de Mediaset España.
A més, la cadena va decidir que Àlex (junt amb Lluís Cascant) fora la presentadora de la gala especial 3 anys d'À Punt celebrada al Teatre Principal de València.
El maig del 2025 Telecinco decideix apostar per ella juntament amb el famós presentador Jesus Vàzquez per presentar el talent xou "La noche de los Retos".